# 19 صفر
- السبت
- الأحد
- الاثنين
- الثلاثاء
- الأربعاء
- الخميس
- الجمعة

- 283 أغسطس 2024
- 294 أغسطس 2024
- 15 أغسطس 2024
- 26 أغسطس 2024
- 37 أغسطس 2024
- 48 أغسطس 2024
- 59 أغسطس 2024
- 610 أغسطس 2024
- 711 أغسطس 2024
- 812 أغسطس 2024
- 913 أغسطس 2024
- 1014 أغسطس 2024
- 1115 أغسطس 2024
- 1216 أغسطس 2024
- 1317 أغسطس 2024
- 1418 أغسطس 2024
- 1519 أغسطس 2024
- 1620 أغسطس 2024
- 1721 أغسطس 2024
- 1822 أغسطس 2024
- 1923 أغسطس 2024
- 2024 أغسطس 2024
- 2125 أغسطس 2024
- 2226 أغسطس 2024
- 2327 أغسطس 2024
- 2428 أغسطس 2024
- 2529 أغسطس 2024
- 2630 أغسطس 2024
- 2731 أغسطس 2024
- 281 سبتمبر 2024
- 292 سبتمبر 2024
- 303 سبتمبر 2024
- 14 سبتمبر 2024
- 25 سبتمبر 2024
- 36 سبتمبر 2024

19 صَفَر أو 19 صَفَر الخير أو 19 صَفَر المُظفَّر أو يوم 19 \ 2 (اليوم التاسع عشر من الشهر الثاني) هو اليوم التاسع والأربعين من أيَّام السنة وفق التقويم الهجري القمري (العربي). يبقى بعده 305 أو 306 أيَّام لانتهاء السنة.

## أحداث
- 1108هـ - الأسطول العثماني بقيادة القبطان ميزومورتا حسين باشا يخوض معركة بحرية ضد الأسطول البندقي قرب جزر أندروز، أسفرت عن غرق 13 سفينة بندقية، ومقتل 5 آلاف بحّار.
- 1185هـ - الإمبراطورية الروسية تكمل غزوها لشبه جزيرة القرم.
- 1216هـ - إعادة افتتاح الجامع الأزهر بعد أن أغلق أبوابه عقب مقتل جان بابتيست كليبر قائد الحملة الفرنسية في مصر وظل مغلقًا زهاء عام، حتى اُفتتح عند شروع الفرنسيين في الجلاء عن مصر.
- 1249هـ - الدولة العثمانية توقع معاهدة رصيف هنكار مع روسيا، وبموجب هذه المعاهدة تعترف الدولة العثمانية بحق مرور السفن الحربية الروسية من المضائق التركية في حالة دخولها في حرب مع أي دولة، وكانت مدة هذه المعاهدة 8 سنوات.
- 1302هـ - الإمام محمد عبده يصل إلى تونس ويلتقي بعلماء الزيتونة في رحلة استغرقت أربعين يومًا.
- 1339هـ - فرنسا تعقد اتفاقًا مع إيطاليا تمنح فيه إيطاليا لفرنسا حرية العمل في المغرب مقابل أن تطلق فرنسا يد إيطاليا في طرابلس الغرب.
- 1355هـ - إعلان إيطاليا ضم الحبشة إلى سلطانها، وأطلقت عليها مع إريتريا والصومال الإيطالي اسم «إفريقيا الشرقية الإيطالية»، واتخذ ملك إيطاليا لقب «نجاشي الحبشة»، وقد اعترفت بهذا الاحتلال بعض الدول الأوروبية كألمانيا والمجر والنمسا.
- 1367هـ - الإعلان عن تشكيل جيش الإنقاذ بقيادة فوزي القاوقجي لمساعدة الفلسطينيون.
- 1329هـ - إقلاع أول رحلة رسمية للبريد الجوي من الله أباد في الهند البريطانية إلى نايني على بعد 10 أميال حاملًا 6500 رسالة.
- 1400هـ - بداية محادثات الرئيس المصري محمد أنور السادات ورئيس وزراء إسرائيل مناحم بيجن في أسوان تمهيدًا لتوقيع اتفاقية سلام منفردة بين مصر وإسرائيل.
- 1425هـ - فوز الرئيس الجزائري عبد العزيز بوتفليقة بفترة رئاسية ثانية مدتها 5 سنوات في الجولة الأولى من الانتخابات الرئاسية، وذلك بعد حصوله على 83.49% من أصوات الناخبين، في مقابل 7.93% من الأصوات لأقرب منافسيه.
- 1430هـ - الإمارات العربية المتحدة ترفض إصدار تأشيرة دخول للاعبة كرة المضرب الإسرائيلية شاهار بير لتشارك في بطولة سوني ايريكسون المقامة في إمارة دبي.
- 1432هـ - بدء الثورة المصرية التي جعلت محمد حسني مبارك يتخلى عن منصبه كرئيس للجمهورية وتفويض سلطته إلى المجلس الأعلى للقوات المسلحة كما قال نائبه عمر سليمان.
- 1435هـ - هجوم نفذه انتحاري بسيارة مفخخة ضد بوابة تفتيش في برسس شرقي مدينة بنغازي الليبية هو الأول من نوعه في البلاد بعد ثورة 17 فبراير يسفر عن مقتل 7 جنود ليبيين وجرح العشرات.
- 1437هـ - جبهة النُصرة تُفرج عن 16 جُنديًّا لُبنانيًّا كانت قد أسرتهم سابقًا إثر مُناوشات في سلسلة جبال لُبنان الشرقيَّة كإحدى تبعات الحرب في سوريا، مُقابل الإفراج عن 13 سجينًا في لُبنان.
- 1440هـ -
  - إطلاق خليفة سات أول قمر صناعي إماراتي.
  - تحطَم طائرة رُكاب إندونيسية على متنها 189 شخصًا قُبالة بحر جاوة بعد إقلاعها من مطار سوكارنو هاتا الدولي في رحلةٍ إلى بانغكال بينانغ.
- 1446هـ - مصرع قُرابة 400 شخص في بارسالوغو ببوركينا فاسو على يد جماعة نصرة الإسلام والمسلمين المرتبطة بتنظيم القاعدة.

## مواليد
- 1250هـ - عبد الباقي الآلوسي، عالم مسلم عثماني عراقي.
- 1319هـ - أحمد سوكارنو، أول رئيس لِإندونيسيا بعد استقلالها عن الاحتلال الهولندي.
- 1390هـ - محمد رياض، ممثل مصري.
- 1395هـ - رانيا محمد، ممثلة سعودية.

## وفيات
- 1367هـ - حسن البغدادي، شاعر وكاتب عراقي.
- 1412هـ - إبراهيم جلال، ممثل عراقي.
- 1433هـ - رؤوف دنكطاش، رئيس قبرص الشمالية.
- 1441هـ - محمد سليمان الشبل، شاعر سعودي.

## وصلات خارجية
- موقع قصة الإسلام: حدث في شهر صفر.